# 永淵道彦
永淵 道彦（ながぶち みちひこ、1944年〈昭和19年〉 - ）は、日本の近代日本文学研究者、筑紫女学園大学名誉教授。

## 来歴
1968年（昭和43年）二松学舎大学文学部国文科卒、1970年（昭和45年）同大学院文学研究科修士課程修了。1979年（昭和54年）九州大谷短期大学専任講師、1982年（昭和57年）助教授、1989年（平成元年）九州女子大学文学部教授、1992年（平成4年）筑紫女学園短期大学国文科教授、2004年（平成16年）筑紫女学園大学短期大学部教授、2015年(平成27年)筑紫女学園大学名誉教授。
豊島与志雄を中心に研究。私設・福岡二日市文学館(２Ｆに豊島与志雄小説童話展示室、１Ｆセミナー室・易経、論語の講座)主宰。野口修一主宰・異業種交流「四季の会」顧問。永淵閑とは従兄弟。

## 著書
- 『表現者の出発 小林・江藤・富永・大江ノート』双文社出版、1984
- 『豊島与志雄論 火の会、生い立ち、童話』双文社出版、1997
- 『開運のすすめ―「陰騭録」に学ぶ』東洋文化思想研究会、2004、
- 『豊島与志雄への測鉛』花書院、2005
- 『廃墟の戦後に燃える アヴァン・ギャルド「火の会」の活動とその軌跡』双文社出版、2011

## 共編著
- 『豊島与志雄童話選集 郷土篇』編、双文社出版、1982
- 『周易試論ー原型と活用』編著、明徳出版、2000、
- 『音声言語とコミュニケーション』中村萬里共編、双文社出版、2001
- 『豊島与志雄童話の世界 自然への讃歌・自由の表白・創作の実験』編著、花書院、2009

　『豊島与志雄童話選集』１〰４巻　筑紫女学園大学永淵研究室　２０１１、１２、１３、１４。(５巻以降・福岡二日市文学館で刊、現在９巻目まで刊行)。

## 参考
- 永淵道彦 - J-GLOBAL